# Габрієль Сагар-Теода

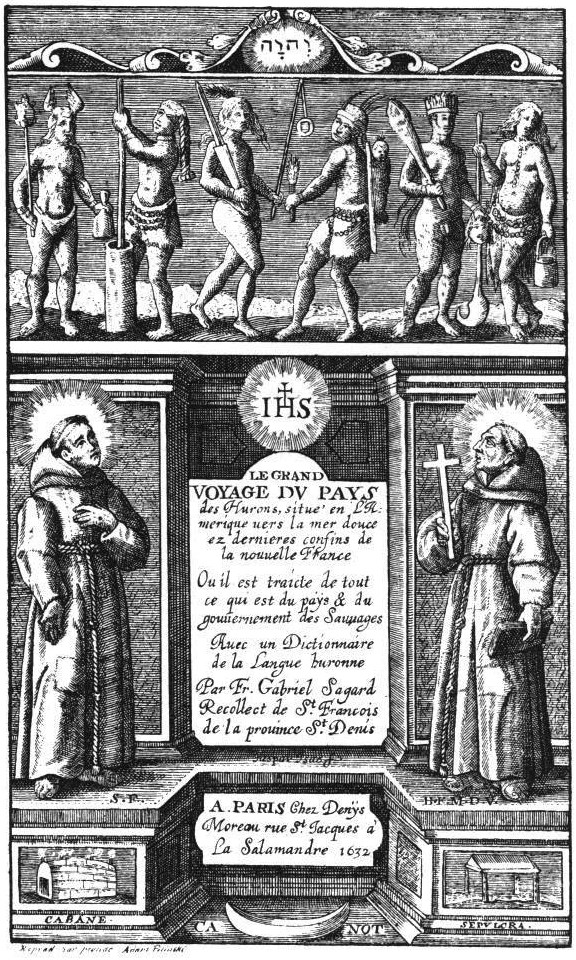
Le Grand Voyage du Pays des Hurons, Gabriel Sagard, 1632.

Габріель Сагар-Теода (фр. Sagard-Théodat) — французький місіонер, францисканець; у 1624 розповсюдив Євангеліє серед гуронів. Праці Сагара-Теода, в яких він описав життя гуронів: «Le Grand voyage du pays des Hurons» (Париж, 1632) і «His toire du Canada et voyage des frères ré collets» (Париж, 1636).